# 勞雷爾希爾 (北卡羅萊納州蘇格蘭縣)
勞雷爾希爾（英語：Laurel Hill）是位於美國北卡羅萊納州蘇格蘭縣的普查規定居民點。

## 人口
根據2020年美國人口普查的數據，勞雷爾希爾的面積為6.21平方千米，皆為陸地。當地共有人口1121人，而人口密度為每平方千米180.52人。